# Преслав (Приморский район)
Пресла́в (укр. Преслав) — село,
Преславский сельский совет,
Бердянский район,
Запорожская область,
Украина.
Код КОАТУУ — 2324884801. Население по переписи 2001 года составляло 2109 человек.
Является административным центром Преславского сельского совета, в который не входят другие населённые пункты.

## Географическое положение
Село Преслав находится на правом берегу реки Обиточная в 1,5 км от Азовского моря (Обиточный залив),
выше по течению на расстоянии в 4 км расположено село Камышеватка.

## История
- На окраине села обнаружены остатки 4 поселений эпохи бронзы (I тысячелетие до н. э.) и скифского времени (IV—III вв. до п. э.), раскопаны курганы с погребениями эпохи бронзы и кочевников X—XII вв. н. э.
- 1860 год — дата основания села на месте покинутого ногайского аула Шеклы македонскими болгарами (403 ревизские души), бежавших из-под турецкого ига и проживавших до того в бессарабском селе Ташбунар (теперь село Каменка Измаильского района Одесской области)[2].
- В Преславской учительской семинарии преподавал И. К. Бойко, известный своей научной ботанической коллекцией[3]
- с 2022 года оккупировано Российской Федерацией и входит в состав Приморского Муниципального округа

## Экономика
- «Преслав», ООО.
- Преславская специальная общеобразовательная школа-интернат для детей с недостатками умственного развития.

## Объекты социальной сферы
- Школа.
- Преславская школа-интернат.
- Преславский психо-неврологический диспансер.